# Präsidentschafts- und Parlamentswahl in Uganda 2011
Die Präsidentschafts- und Parlamentswahl in Uganda 2011 fand am 18. Februar statt. Es handelte sich um die zweite Präsidentschaftswahl nach der Einführung des Mehrparteiensystems in Uganda 2005. Sieger mit gut 2/3 der abgegebenen Stimmen wurde erwartungsgemäß der bisherige Präsident Yoweri Museveni von der ehemaligen Einheitspartei National Resistance Movement, der das Land auch vor der Wahl bereits seit 25 Jahren regierte.
Das ugandische Wahlrecht sieht vor, dass der Präsident alle fünf Jahre von der Mehrheit der Ugander gewählt wird, falls nötig in zwei Wahlrunden. Das Ergebnis Musevenis machte aber eine weitere Runde überflüssig. Beobachter der Europäischen Union kritisierten den Ablauf der Wahlen, der nicht allen Ugandern die Stimmabgabe ermöglichte.

## Wahlkampf
Musevenis Partei National Resistance Movement verfügte über deutlich mehr an finanziellen Ressourcen als die übrigen Parteien bzw. Kandidaten und hat diesen Vorteil mit großzügigen Wahlgeschenken wie T-Shirts und Geld sowie mit bezahlter Werbung durch Motorrad-Taxifahrer voll eingesetzt. Auch Abgeordnete erhielten großzügige Geldgeschenke, während die Regierung den Bankrott erklären musste. Nichtregierungsorganisationen sprachen von einem nie dagewesenen Ausmaß an Manipulation durch Geld.

## Präsidentschaftskandidaten
Der wichtigste Gegenkandidat Musevenis war Kizza Besigye, der bereits bei den Präsidentschaftswahlen 2001 (damals noch als Unabhängiger, da Parteien verboten waren) und 2006 gegen ihn angetreten war. Die übrigen Kandidaten waren von vornherein chancenlos.
- Yoweri Museveni (National Resistance Movement)
- Kizza Besigye (Forum for Democratic Change)
- Olara Otunnu (Uganda People’s Congress)
- Norbert Mao (Democratic Party)
- Beti Kamya (Uganda Federal Alliance)
- Jaberi Bidandi Ssali (People’s Progressive Party)
- Abed Bwanika (People’s Development Party)
- Samuel Lubega (Unabhängiger)

## Parlamentswahlsystem
Von den 375 Sitzen des Ugandischen Parlaments wurden nur 237 Sitze direkt und allgemein in den Wahlkreisen des Landes gewählt und 112 Sitze wurden durch direkte Wahl von Vertreterinnen der Frauen in den ugandischen Distrikten bestimmt. Schließlich sind 25 Sitze bestimmten Gruppen vorbehalten, die diese Sitze innerhalb ihrer Gruppe bestimmen.

## Ergebnisse

### Präsidentschaftswahl
| Kandidaten                   | Kandidaten           | Parteien                     | Stimmen    | %    |
| ---------------------------- | -------------------- | ---------------------------- | ---------- | ---- |
|                              | Yoweri Museveni      | National Resistance Movement | 5.428.368  | 68,4 |
|                              | Kizza Besigye        | Forum for Democratic Change  | 2.064.963  | 26,0 |
|                              | Norbert Mao          | Democratic Party             | 147.917    | 1,9  |
|                              | Olara Otunnu         | Uganda People’s Congress     | 125.059    | 1,6  |
|                              | Beti Kamya           | Uganda Federal Alliance      | 52.782     | 0,7  |
|                              | Abed Bwanika         | People’s Development Party   | 51.708     | 0,7  |
|                              | Jaberi Bidandi Ssali | People’s Progressive Party   | 34.688     | 0,4  |
|                              | Samuel Lubega        | unabhängig                   | 32.726     | 0,4  |
| Gesamt                       | Gesamt               | Gesamt                       | 7.938.212  | 100  |
|                              |                      |                              |            |      |
| Ungültige Stimmen            | Ungültige Stimmen    | Ungültige Stimmen            | 334.548    | 4,0  |
| Wähler                       | Wähler               | Wähler                       | 8.272.760  | 59,3 |
| Wahlberechtigte              | Wahlberechtigte      | Wahlberechtigte              | 13.954.129 |      |
|                              |                      |                              |            |      |
| Quelle: Electoral Commission |                      |                              |            |      |

### Parlamentswahl
| Listen                                                                             | Listen                        | Mandate        | Mandate     | Mandate        | Mandate |
| Listen                                                                             | Listen                        | Direktwahl     | Direktwahl  | Indirekte Wahl | Gesamt  |
| Listen                                                                             | Listen                        | Wahlkreissitze | Frauensitze | Indirekte Wahl | Gesamt  |
| ---------------------------------------------------------------------------------- | ----------------------------- | -------------- | ----------- | -------------- | ------- |
|                                                                                    | National Resistance Movement  | 164            | 86          | 13             | 263     |
|                                                                                    | Forum for Democratic Change   | 23             | 11          | –              | 34      |
|                                                                                    | Democratic Party              | 11             | 1           | –              | 12      |
|                                                                                    | Uganda People’s Congress      | 7              | 3           | –              | 10      |
|                                                                                    | Justice Forum                 | 1              | –           | –              | 1       |
|                                                                                    | Conservative Party            | 1              | –           | –              | 1       |
|                                                                                    | Unabhängige                   | 30             | 11          | 2              | 43      |
| Uganda People's Defence Force                                                      | Uganda People's Defence Force | –              | –           | 10             | 10      |
| Gesamt                                                                             | Gesamt                        | 238            | 112         | 25             | 375     |
|                                                                                    |                               |                |             |                |         |
| Quellen: Electoral Commission, Liste der Abgeordneten – African Elections Database |                               |                |             |                |         |

## Unregelmäßigkeiten bei der Wahl
Beobachter der Europäischen Union sprachen davon, dass die Wahlen gekennzeichnet seien durch „vermeidbare administrative und logistische Fehler, die dazu führten, dass eine nicht akzeptable Anzahl von Ugander ihres Stimmrechts beraubt wurden.“ Der zweitplatzierte Kandidat Kizza Besigye, der gleichzeitig Führer einer überparteilichen Koalition aus vier Parteien war, verwarf das Ergebnis der Wahlen, noch bevor das Endergebnis verkündet war. Die East African Community und weitere regionale afrikanische Organisationen sprachen davon, dass die Wahlen den minimalen internationalen Standards für freie Wahlen entsprachen. In etlichen Orten trafen Wahlurnen zu spät ein oder waren zu klein, so dass Menschen ihre Stimmen nicht vor Schließung der Wahllokale abgeben konnten. Andere Wahlurnen waren zudem unversiegelt, was dem Wahlbetrug leicht machte. Auf den Wählerlisten fehlten etliche Namen. Auch das angesehene Electoral Institute of Southern Africa (EISA) hatte eine lange Liste von Kritikpunkten an der Wahl, kam jedoch zu dem Schluss, dass sie dennoch „überwiegend“ in Übereinstimmung mit den Gesetzen Ugandas und internationalen Prinzipien abgelaufen sei.